# District de Shunqing
Le district de Shunqing (顺庆区 ; pinyin : Shùnqìng Qū) est une subdivision administrative de la province du Sichuan en Chine. Il est placé sous la juridiction de la ville-préfecture de Nanchong.